# Salix prolixa
Salix prolixa es una especie de sauce perteneciente a la familia de las salicáceas. Es nativa del oeste de Norteamérica desde Alaska y noroeste de Canadá hasta las altas montañas de California y Utah. Crece en hábitats húmedos como orillas de los ríos, manantiales y pantanos . 

## Descripción
Es un arbusto que alcanza un tamaño de 1 a 5 metros de altura. Las hojas en forma de lanza o en punta y ovaladas, miden hasta 15 centímetros de largo, sin pelos, con cera en la parte inferior, y acompañado por estípulas. La inflorescencia es un amento.

## Taxonomía
Salix prolixa fue descrita por Nils Johan Andersson y publicado en Monographia Salicum 94–95, pl. 5, f. 52, en el año 1867.
Etimología
Salix: nombre genérico latino para el sauce, sus ramas y madera.
prolixa: epíteto latino 
Sinonimia
- Salix cordata var. mackenzieana Hook.
- Salix cordata subsp. mackenzieana (Hook.) A.E. Murray
- Salix eriocephala subsp. mackenzieana (Hook.) Dorn
- Salix mackenzieana (Hook.) Barratt ex Andersson
- Salix mackenzieana var. macrogemma C.R. Ball
- Salix eriocephala var. mackenzieana (Hook.) Dorn
- Salix rigida var. mackenzieana (Hook.) Cronquist
- Salix rigida subsp. mackenzieana (Hook.) A.E. Murray
- Salix rigida var. macrogemma (C.R. Ball) Cronquist[3]